# 왕실 보물관

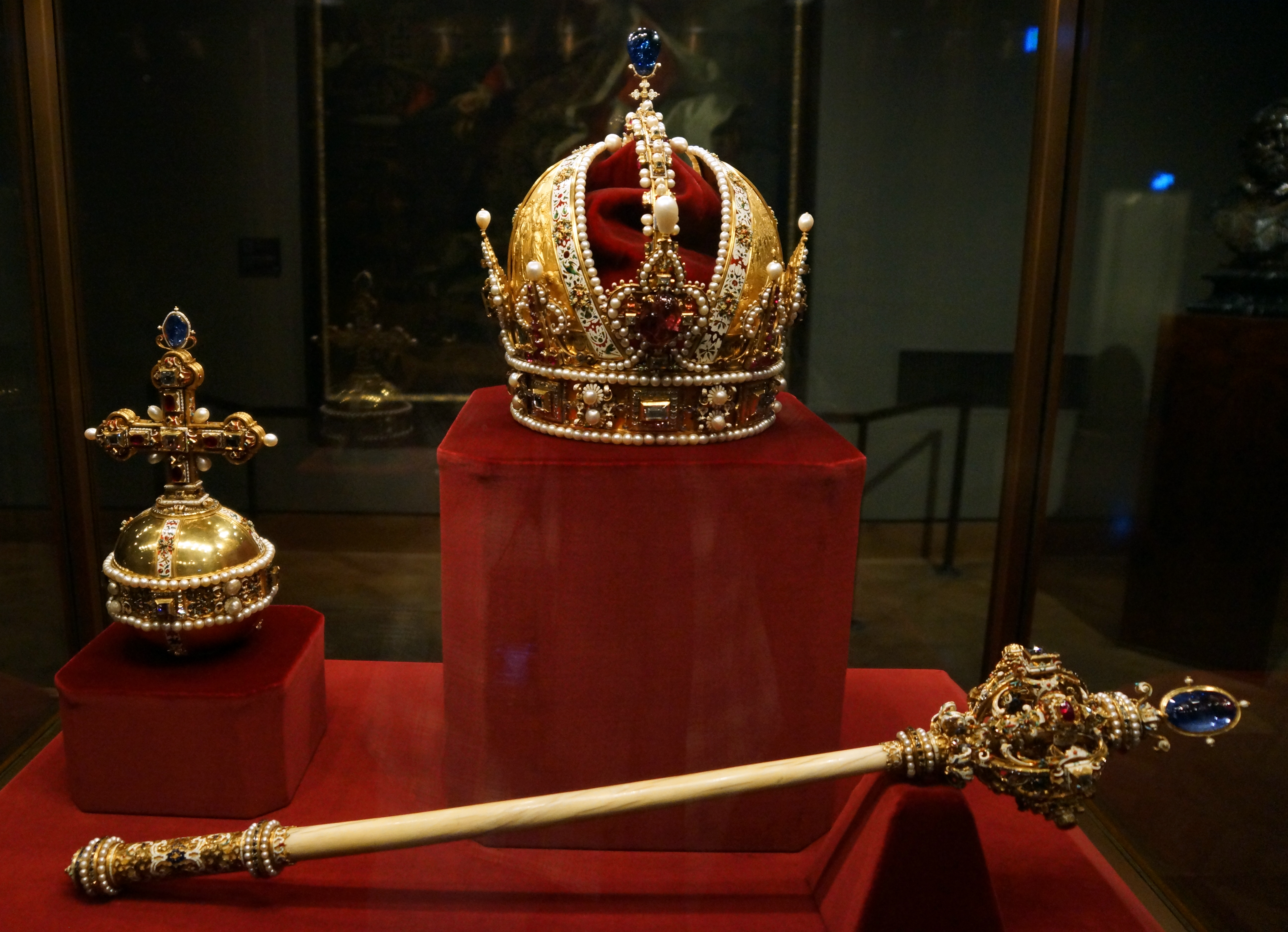
오스트리아 제관은 왕실 보물관에 소장되어 있다.

왕실 보물관(독일어: Schatzkammer)은 오스트리아 빈 호프부르크에 있는 왕실 보물 박물관이다. 총 23개의 방으로 구성된 전시는 천 년 이상의 유럽 역사를 망라하는 세속적, 종교적 보물로 소장되어 있다.
1918년 군주제가 끝나고 왕실과 궁정이 해체된 후 왕실 보물관은 빈 미술사 박물관의 한 부서로 관리되었다.